# 双河口街道
双河口街道，是中华人民共和国重庆市万州区下辖的一个乡镇级行政单位。

## 行政区划
双河口街道下辖以下地区：
螺蛳包社区、学堂湾社区、槽房社区、一碗水社区、永清村、石鼓村、龙宝村、大傍村、万利村、石梁村和檬子村。